# Pointe-aux-Sables Mates
Pointe-aux-Sables Mates – maurytyjski klub piłkarski z siedzibą w mieście Port Louis, grający w drugiej, a niegdyś w pierwszej lidze maurytyjskiej.

## Sukcesy
- Puchar Mauritiusa[1]:
  - finał (2): 2005, 2010.

- Puchar Republiki Mauritiusa[1]:
  - finał (1): 2006.

## Występy w afrykańskich pucharach
| Sezon | Rozgrywki           | Runda   | Kraj   | Klub         | Dom | Wyjazd | Dwumecz |
| ----- | ------------------- | ------- | ------ | ------------ | --- | ------ | ------- |
| 2006  | Puchar Konfederacji | wstępna | Zambia | ZESCO United | 0–1 | 0–3    | 0–4     |

## Stadion
Domowe mecze klub rozgrywa na stadionie o nazwie Sir Gaetan Duval Stadium w Beau Bassin, który może pomieścić 6500 widzów.